# Samuel Robles
Samuel Robles (20 de junio de 1974) es un director, compositor y escritor panameño. Sus composiciones están influenciadas por el folclore y las tradiciones panameñas, como lo demuestran sus primeras obras hasta las más recientes. Sus obras han sido interpretadas por orquestas y solistas de todo el continente americano, Europa y Sudáfrica, destacando la OSJEV, la Sinfónica Nacional de Panamá, los clarinetistas Ana Catalina Ramírez, Carmen Borregales, Marco Antonio Mazzino, Alexis Fong y Matthew Jansen Giraldo, el violinista Eddy Marcano, Michael Maccaferri de Octava Mirlo, la soprano Melissa Gerber, los percusionistas Stuart Gerber, Carlos Camacho y Jon Bisesi, la mezzo Paulina Villarreal, entre otros. Se ha desempeñado como compositor residente y destacado en festivales internacionales, incluido el Foro de Compositores del Caribe y el Festival JOCCA.

## Carrera
Ha sido director invitado de la Orquesta Juvenil de Bahía, la Orquesta Sinfónica Juvenil del Estado de Veracruz (OSJEV), la Orquesta Sinfónica Juvenil de Orizaba, la Sinfónica Nacional José Artigas del Uruguay, la Orquesta Sinfónica de Bahía, la Camerata YOA y la Joven Orquesta y Coro de Centroamérica (JOCCA), entre otros. Se desempeñó durante siete años como Director Musical de la Orquesta Sinfónica Juvenil Istmeña en su natal Panamá (2003-2010) y ha ocupado cargos en la Universidad Católica Santa María La Antigua, el Instituto Nacional de Cultura de Panamá y la Asociación Nacional de Conciertos de Panamá. Ha trabajado con solistas como los cantantes Anna Noggle y Ryland Ángel, Eddy Marcano, Tracy Wu y Miguel Ángel Cegarra. Benjamin Zander, de la Filarmónica de Boston, lo ha calificado de "director maravillosamente atractivo".Como escritor de ficción, Robles ha recibido varios premios por sus cuentos y poesía, y ha sido publicado por el Instituto Nacional de Cultura de Panamá, Fundación Signos y El Duende Gramático. Samuel Robles es licenciado por la Universidad Católica Santa María La Antigua, el College-Conservatory of Music de la Universidad de Cincinnati, la Universidad de Chicago y la North-West University (Sudáfrica). Comenzó sus estudios musicales a los 10 años y ha sido alumno de Hannes Taljaard, Ricardo Zohn-Muldoon, Allen Otte, Joel Hoffman, Rodney Winther, Aristides "Tille" Valderrama y Dino Nugent. Ha enseñado en Florida State University - Panamá, Balboa Academy y The International School of Panamá.

## Composiciones
Los primeros trabajos de Robles están fuertemente influenciados por la música de principios del siglo XX, particularmente por Edgard Varèse y Anton Webern . Esto es audible en sus Dos Piezas para Flauta Sola (1996), el cristo llora lágrimas de sangre (1999) para voz y conjunto y Amanecer en tiempos de guerra para orquesta (1999). En este último, encargado por la Sinfónica Nacional de Panamá y dedicado "a las víctimas panameñas de la invasión de diciembre de 1989", Robles presenta motivos angulares que se desarrollan lentamente melódicamente sobre armonías cuartales. Obras posteriores muestran influencias más claras de la música y poesía tradicional panameña, y un giro hacia construcciones armónicas simétricas, aunque todavía en cuartas y segundas. En Coplas (2010), Robles explora la tradición de las coplas cantadas improvisadas (estrofas de cuatro versos con esquema de rima ABAB, o ABCB). Versos anónimos se yuxtaponen con un acompañamiento de piano que recuerda los "torrentes" (patrones armónicos y rítmicos de la tradición mejorana de Panamá). El uso de patrones de tambores panameños de la música "tamborito" también es un elemento básico del trabajo de Robles. Zafra (2009), para orquesta, es un ejemplo de ese uso de ritmos tradicionales. Robles utiliza con frecuencia el tempo de la pieza que marca "Atravesao" y se refiere al patrón de percusión 6/8 - 3/4. El mismo esquema rítmico y marca de tempo se utiliza en la segunda de las Dos Miniaturas (originalmente para flauta y piano, también para violín y piano). El primer movimiento, "En Tiempo de Punto", recuerda la colorida danza folclórica en pareja del mismo nombre. Hay un puñado de obras tonales en el catálogo de Robles, la mayoría de las cuales son impresiones de géneros musicales panameños. Su Suite Panameña (2009) se compone de tres movimientos que representan tres estilos de canciones y danzas folclóricas: Punto, Mejorana, Atravesao. Otro ejemplo de esto es Lamento y Punto (2009), que invoca tanto la tradición mejorana como la forma de baile íntimo en pareja. Obras para instrumentos no acompañados Una parte considerable del catálogo de Robles está formada por obras para instrumentos solistas; también son los más interpretados. Entre sus primeros ejemplos se encuentran Fuego en el Bosque para clarinete y Dos Piezas para flauta. Piezas más recientes en esta categoría incluyen Fantasía y Cabangueando, ambas para clarinete, y la Sonata para piano, un homenaje póstumo al compositor panameño Roque Cordero . Su ballet para un solo percusionista Tian-Ho, basado en una leyenda popular china, fue presentado en el Festival Tanglewood en 2000 por el percusionista Jonathan Bisesi y la bailarina Meghan Brennan.

## Escrituras
Su interés por la escritura comenzó simultáneamente con sus primeros estudios de música. Su primer libro de poesía, Danza de Espumas, obtuvo el Premio Nacional Signos en 1991, y fue publicado el mismo año por el Instituto Nacional de Cultura de Panamá. En el mismo concurso, Robles obtuvo mención de honor en la categoría de Cuento. Varios de sus cuentos han sido publicados en revistas panameñas y en la revista literaria Maga.  Robles fue nombrado uno de los cuentistas más destacados de los "50 menores de 50" por la Fundación Signos, y como tal su El Rescate y la Muerte de Tristán fue incluido en la antología Hasta el Sol de Mañana, publicada por la Fundación. Su último libro de poesía, … como vino de palma está siendo lanzado por Ediciones El Duende Gramático. La poesía de Robles es breve, directa y llena de imágenes de paisajes y utiliza con frecuencia la naturaleza como metáfora de las emociones humanas. La evocación de su tierra natal y sus tradiciones es tan frecuente en su poesía y cuentos como en su música. 

## Música Popular
Como acordeonista, percusionista y teclista, Robles ha colaborado en presentaciones musicales y grabaciones de música popular y folclórica. Ha grabado con el compositor y saxofonista de jazz Luis Carlos Pérez, el cantautor Gonzalo Horna y la cantante Cheli. Toca teclados y acordeón para la banda de rock panameña Los Guayas.